# Autodynamische Belichtungssteuerung
Autodynamische Belichtungssteuerung (auch autodynamische Belichtungsmessung oder autodynamische Messsteuerung genannt) ist ein Mitte der 1970er Jahre von Olympus entwickeltes Belichtungsmesssystem für Spiegelreflexkameras, das bei Aufnahmen mit Blitzlicht und Langzeitbelichtungen Vorteile gegenüber den bis dahin üblichen Belichtungsmessmethoden hat. Besonderes Merkmal dieser Methode ist die Erfassung des vom Film diffus reflektierten Lichts (engl. „off the film“, OTF) während der Aufnahme.
Als erste Kamera war die Olympus OM-2 mit der autodynamischen Belichtungssteuerung ausgestattet.

## Funktionsweise

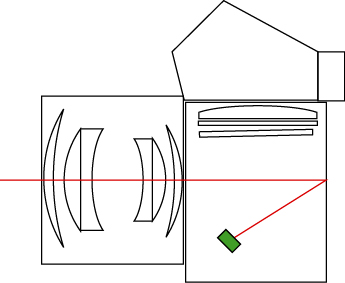
Schematische Zeichnung der Funktionsweise

Die autodynamische Belichtungssteuerung ist eine Through-the-Lens-Methode (TTL), das heißt, es wird das Licht durch das Fotoobjektiv erfasst.
Vor dem Auslösen:
Solange der teildurchlässige Hauptspiegel nicht hochgeklappt ist, fällt das Licht durch diesen auf einen dahinter angebrachten Spiegel. Dieser ist ähnlich einer Fresnel-Linse ausgeführt und bündelt das Licht so, dass der Lichtstrahl auf die Messzelle am Kameraboden fällt.
Beim Auslösen:
Während ausgelöst wird, speichert die Kamera den Messwert und löst den ersten Verschlussvorhang aus. Dieser Vorgang dauert ca. 60 ms. Je nachdem, ob sich nun eine Verschlusszeit unter oder über 1/60 Sekunde ergibt, wird anders verfahren:
1. Bei Verschlusszeit unter 1/60 Sekunde
Die Kamera führt exakt die Verschlusszeit des gespeicherten Messwerts aus. Dies entspricht einer herkömmlichen TTL-Belichtungsmessung.
2. Bei Verschlusszeit über 1/60 Sekunde ohne Blitz
Die Kamera misst während des Belichtungsvorgangs das vom Film reflektierte Licht und schließt dann den Verschluss, wenn genug Licht – für eine richtige Belichtung – auf dem Film ist. Die Methode ist auch für Nachtaufnahmen geeignet und reagiert korrekt auf Änderungen der Helligkeit während der Aufnahme.
Bei Aufnahmen mit Blitz:
Es wird das vom Film reflektierte Licht erfasst. Sobald genug Licht auf dem Film angekommen ist, wird die Blitzröhre, so wie auch beim herkömmlichen Computerblitz, sehr rasch ausgeschaltet. Die autodynamische Belichtungssteuerung ist also eine TTL-Blitzmessung, die keinen Vorblitz zur Bestimmung der optimalen Lichtmenge benötigt.